# جی۲۰ (فیلم)
جی۲۰ (انگلیسی: G20) یک فیلم اکشن و دلهره‌آور آمریکایی محصول ۲۰۲۵ به کارگردانی پاتریسیا ریگن است. وایولا دیویس نقش رئیس‌جمهوری را بازی می‌کند که باید از مهارت‌های نظامی خود برای مقابله با تروریست‌هایی که محل برگزاری کنفرانس گروه ۲۰ را اشغال کرده‌اند، استفاده کند.
این فیلم در ۱۰ آوریل ۲۰۲۵ به‌وسیلهٔ آمازون ام‌جی‌ام استودیوز از طریق پرایم ویدئو اکران شد. این فیلم نقدهای عمدتاً متفاوتی از منتقدان دریافت کرد.

## داستان
رئیس‌جمهور ایالات متحده تیلور ساتون باید از خانواده، رهبران همکار و جهان دفاع کند، زمانی که اجلاس سران گروه گروه ۲۰ در کیپ‌تاون، آفریقای جنوبی توسط تروریست‌ها تسخیر شد.

## بازیگران
- وایولا دیویس
- آنتونی اندرسون
- مارسای مارتین
- رامون رودریگز
- داگلاس هاج
- الیزابت مارول
- سابرینا ایمپاچاتوره
- کلارک گرگ
- آنتونی استار

## ساخت
فیلمبرداری به‌طور رسمی در ژانویه ۲۰۲۴ در کیپ‌تاون آغاز شد، فیلمبرداری تا اوایل ماه مارس به پایان رسید.